# Oebalia sibirica
Oebalia sibirica är en tvåvingeart som beskrevs av Boris Borisovitsch Rohdendorf 1963. Oebalia sibirica ingår i släktet Oebalia och familjen köttflugor. Inga underarter finns listade i Catalogue of Life.